# Werner Kik
Werner Kik (* 30. Januar 1939; † 15. Mai 2021) war ein deutscher Fußballspieler, der es als Spieler von Rot-Weiss Essen in den Jahren 1960 bis 1970 in der Oberliga West, 2. Liga West, Regionalliga West und Bundesliga insgesamt auf 293 Ligaspiele brachte.

## Laufbahn
Zur Runde 1960/61 kam Werner Kik aus dem Amateurlager von TuS Heessen zum West-Oberligisten Rot-Weiss Essen. Unter Trainer Willi Multhaup debütierte er am ersten Rundenspieltag, den 14. August 1960 beim Heimspiel gegen Preußen Münster in der Oberliga West. Er bildete mit dem Halbstürmer Franz Islacker beim 3:0-Erfolg gegen Münster den rechten Flügel der Mannschaft vom Stadion an der Hafenstraße. Fritz Herkenrath hütete das Tor, Otto Rehhagel verteidigte, Heinz Wewers dirigierte die Abwehr und Heinz Hornig sorgte am linken Flügel für Gefahr. Nach dem vierten Spieltag standen die Bergeborbecker – punktgleich mit 6:2 Punkten – vor Meiderich und Aachen auf dem zweiten Tabellenplatz. Nach dem letzten Spieltag, den 13. Mai 1961, musste der Verein von Georg Melches mit einem Punkt Rückstand zum SV Sodingen in die 2. Liga West absteigen. Kik hatte 21 Spiele absolviert und ein Tor erzielt.
Kik blieb auch nach dem Abstieg bei RWE und versuchte vergeblich in den letzten zwei Runden der alten erstklassigen Oberliga-Ära, 1961/62 und 1962/63, ernsthaft um die Meisterschaft in der II. Division zu spielen. Es reichte mit Trainer Günter Hentschke aber lediglich zu den Plätzen fünf und sechs. Kik absolvierte in der 2. Liga 53 Spiele und erzielte 13 Tore. Im Debütjahr der Fußball-Bundesliga, 1963/64, startete er mit RWE einen neuen Anlauf in der ebenfalls neu geschaffenen Regionalliga West. Jetzt führte Trainer Fred Harthaus das sportliche Kommando, aber von Spitzenplätzen konnte bei den Rot-Weissen keine Rede sein. Die Ränge zehn und sieben waren für den Deutschen Meister des Jahres 1955 nicht befriedigend. Im Jahr der Fußballweltmeisterschaft 1966 in England, 1965/66, holte sich Essen aber mit Trainer Fritz Pliska und dem Neuzugang Willi Lippens in der West-Regionalliga die Vizemeisterschaft und setzte sich dann in der Aufstiegsrunde gegen die Rivalen St. Pauli, 1. FC Saarbrücken und den FC Schweinfurt 05 durch und stieg in die Bundesliga auf. Kik hatte 30 Regionalligaspiele und alle sechs Aufstiegsspiele absolviert.
Nach der Bundesliga-Hinrunde 1966/67 stand Essen mit 15:19 Zählern auf dem zwölften Rang. In der Rückrunde konnte die Pliska-Elf nur noch zehn Punkte holen und stieg am Rundenende zusammen mit dem zweiten Aufsteiger Fortuna Düsseldorf wieder in die Regionalliga ab. Werner Kik hatte 32 Spiele absolviert und wird in der Spielerbenotung der Saison mit dem Durchschnittswert von 2,34 hinter Franz Beckenbauer notengleich mit Horst Wolter auf dem zweiten Rang geführt. Es folgten 1968 und 1969 zwei Runden Regionalliga mit jeweils der Erringung der Vizemeisterschaft und dem Einzug in die Aufstiegsrunde. 1967/68 scheiterten Kik und seine Mannschaftskollegen mit dem Jungtrainer Erich Ribbeck in der Aufstiegsrunde an Hertha BSC. Zwölf Monate später setzten sie sich unter Interimstrainer Willi Vordenbäumen gegen die Konkurrenten VfL Osnabrück, Karlsruher SC, Tasmania 1900 Berlin und TuS Neuendorf durch und zogen wieder in die Bundesliga ein. In der Regionalliga West war Kik von 1963/64 bis 1968/69 in 137 Ligaspielen und in allen 22 Aufstiegsrundenbegegnungen (1966, 1968, 1969) aktiv gewesen. In der Bundesligarunde 1969/70 kam er unter Trainer Herbert Burdenski und an der Seite der Mitspieler Fred-Werner Bockholt, Wolfgang Rausch, Heinz Stauvermann, Erich Beer, Peter Czernotzky, Egbert-Jan ter Mors, Diethelm Ferner, Herbert Weinberg, Georg Jung und Willi Lippens auf 28 Einsätze und belegte mit Rot-Weiss den zwölften Platz. Werner Kik, der im Laufe seiner Karriere vom Sturm in die Verteidigung gerückt war, wurde für die Fans im Georg-Melches-Stadion zur Identifikationsfigur, ein Vorbild an Fleiß, Einsatz und Zuverlässigkeit.
Im Sommer 1970 beendete er seine fußballerische Laufbahn und widmete sich seinem beruflichen Fortkommen.